# Mm..Food
Mm.. Food (estilizado em letras maiúsculas ) é o quinto álbum de estúdio do rapper e produtor anglo-americano MF Doom, lançado pela Rhymesayers em novembro de 2004. O álbum alcançou a posição 17 na parada de álbuns independentes ' Billboard e a posição 9 na parada de álbuns Heatseekers . O título Mm.. Food é um anagrama de "MF Doom", o álbum contem participações de Mr. Fantastik, Count Bass D,  Angelika e 4ize

## Plano de fundo
MF Doom descreveu Mm..Food como um álbum conceitual "sobre as coisas que você encontra em um piquenique ou em uma mesa de piquenique". Os títulos e letras do álbum contêm referências a diferentes alimentos, alguns com metáforas comuns e duplo sentido no "mundo da rua" e no "mundo nutricional". reino".
O álbum é produzido principalmente por MF Doom, exceto pelas faixas "Potholderz", produzidas por Count Bass D; " One Beer", produzido por Madlib e originalmente planejado para o álbum conjunto de Madlib e MF Doom Madvillainy; e "Kon Queso" produzido por PNS of Molemen. Mm..Food conta com participações especiais de Count Bass D, Angelika, 4ize e Mr.
"Kon Queso" foi lançado sob o nome de "Yee Haw" em um single de 12 polegadas em julho de 2003 com Molemen. A faixa foi regravada para Mm. .Food com performance mais descontraída de MF Doom. "Vomitspit" é uma nova versão da música "Vomit", com uma batida diferente e algumas letras alteradas. O lançamento original do álbum incluía uma versão diferente de "Kookies ". Ela foi removida devido a uma amostra não licenciada de Vila Sésamo, e foi prontamente alterada para uma versão mais simples da música em todos os futuros lançamentos físicos e digitais.
Um disco bônus intitulado Mm..LeftOvers contendo faixas descartáveis e remixes de Mm..Food foi lançado em 16 de novembro de 2004 no Hiphopsite.com. Foi distribuído com cópias de Mm..Food. O CD continha uma receita de "Villainous Mac & Cheese" de Grammy Dumile no verso do encarte do CD.
O diretor de arte da capa do álbum foi Jeff Jank, e a pintura de Jason Jagel. A pintura original incluía um blunt que foi posteriormente editado.

## Lista de músicas
Todas as faixas escritas e produzidas por MF Doom, menos "Potholderz" produzida por Count Bass D, " One Beer " produzida por Madlib e "Kon Queso" produzida por PNS
| Lista de musicas de Mm..Food |                                           |         |  |
| N.º                          | Título                                    | Duração |  |
| 1.                           | "Beef Rapp"                               |         |  |
| 2.                           | "Hoe Cakes"                               |         |  |
| 3.                           | "Potholderz (com Count Bass D)"           |         |  |
| 4.                           | "One Beer"                                |         |  |
| 5.                           | "Deep Fried Frenz"                        |         |  |
| 6.                           | "Poo-Putt Platter"                        |         |  |
| 7.                           | "Fillet-O-Rapper"                         |         |  |
| 8.                           | "Gumbo"                                   |         |  |
| 9.                           | "Fig Leaf Bi-Carbonate"                   |         |  |
| 10.                          | "Kon Karne"                               |         |  |
| 11.                          | "Guinnessez (com Angelika e 4ize)"        |         |  |
| 12.                          | "Kon Queso"                               |         |  |
| 13.                          | "Rapp Snitch Knishes (com Mr. Fantastik)" |         |  |
| 14.                          | "Vomitspit"                               |         |  |
| 15.                          | "Kookies"                                 |         |  |
| Duração total:               | Duração total:                            | 48:57   |  |

| Versão Deluxe  |                              |         |  |
| N.º            | Título                       | Duração |  |
| 16.            | "Hoe Cakes (Jake One Remix)" |         |  |
| 17.            | "Beef Rapp (Live)"           |         |  |
| Duração total: | Duração total:               | 54:56   |  |

| Mm..LeftOvers  |                                                        |                  |         |  |
| N.º            | Título                                                 | Producer(s)      | Duração |  |
| 1.             | "It Ain't Nuthin' (The Chapter Remix)"                 |                  |         |  |
| 2.             | "Hoe Cakes (ANT Remix)"                                |                  |         |  |
| 3.             | "My Favorite Ladies (KMD Remix)"                       |                  |         |  |
| 4.             | "Change The Beat (Inhumanz remix)"                     |                  |         |  |
| 5.             | "Hot Guacamole (com MC Paul Barman)"                   | Prince Paul      |         |  |
| 6.             | "Hoe Cakes (Jack One Remix)"                           |                  |         |  |
| 7.             | "One Beer (Madlib Remix)"                              |                  |         |  |
| 8.             | "All Outta Ale (The Professor Meets the Supervillain)" |                  |         |  |
| 9.             | "Vomit' (com Parallel Thought)"                        | Drum & Knowledge |         |  |
| 10.            | "Hoe Cakes (Beatboxapella)"                            |                  |         |  |
| Duração total: | Duração total:                                         | Duração total:   | 28:06   |  |

Notas
- A edição em vinil de 2007 foi masterizada com as faixas 3 e 4 trocadas.[7]
- O lançamento original do álbum incluía uma versão diferente de "Kookies". Ela foi removida devido a uma amostra não licenciada de Vila Sésamo, e foi prontamente alterada para uma versão mais simples da música em todos os futuros lançamentos físicos e digitais.

## Pessoal
Os créditos são adaptados do encarte do álbum.
Produção
- Doom the Metal Fingered Villain – produção (1, 2, 5-11, 13-15)
- Count Bass D – produção (3)
- Madlib – produção (4)
- PNS dos Homens Toupeira – produção (12)

Pessoal adicional
- Daniel Dumile – produção executiva
- Jasmine Thomas – produção executiva
- Alfred P. Morgan [a] – produção executiva
- Brent "Abu Shiddiq" Sayers – produção executiva

Arte Da Capa
- Jason Jagel – arte
- Jeff Jank – projeto
- Adam R Garcia – design e layout

## Gráficos
| Chart (2004)                    | Peak position |
| ------------------------------- | ------------- |
| US Billboard Independent Albums | 17            |
| US Billboard Heatseekers Albums | 9             |